# Дизање тегова на Летњим олимпијским играма 2008 — до 105 кг за мушкарце
Дисциплина дизање тегова у категорији до 105 кг у мушкој конкуренцији на Олимпијским играма 2008. је одржана 18. августа у хали Пекиншког универзитета Аеронаутике и астронаутике. Ово такмичење је одржано као четраеста од петнаест дисциплина програма дизања тегова.
Такмичење је оджано у једном дану, али је због великог броја такмичара било подељено у две групе по 10 учесника. Група Б се такмичила у 15:30, а група Б у 19:00 часова.
Учествовало је 20 такмичара из 16 земаља. 

## Систем такмичења
Свака дисциплина овог спорта се састоји од два дела. У првом делу се тег диже из једног потеза са земље до изнад главе (трзај), а у другом делу се, углавном са већим тежинама, тег диже до изнад колена у једном трзају при чему се дизач обично спушта на колена да би себи олакшао, затим диже на рамена опет спуштајући се према земљи и практично дижући тег ногама, и на крају увис, опет се помажући ногама (избачај. Сваки такмичар има право на три покушаја у сваком од ова два начина дизања.

## Земље учеснице
| - Белорусија (1) - Гватемала (1) - Грузија (1) - Грчка (1) - Египат (1) - Иран (1) | - Италија {1} - Казахстан {2} - Литванија {1} - Пољска (2) - Русија (2) | - Сирија (1) - Словачка (1) - Турска (1) - Украјина (2) - Чешка (1) |

## Рекорди
| Рекорди пре почетка ЛОИ 2008.      | Рекорди пре почетка ЛОИ 2008. | Рекорди пре почетка ЛОИ 2008. | Рекорди пре почетка ЛОИ 2008. | Рекорди пре почетка ЛОИ 2008. | Рекорди пре почетка ЛОИ 2008. |
| ---------------------------------- | ----------------------------- | ----------------------------- | ----------------------------- | ----------------------------- | ----------------------------- |
| Светски рекорд                     | Трзај                         | Марћин Доленга Пољска         | 199 кг                        | Владиславово, Пољска          | 7. мај 2006                   |
| Светски рекорд                     | Избачај                       | Денис Готфрид Украјина        | 235 кг                        | Атина, Грчка                  | 28. новембар 1999             |
| Светски рекорд                     | Укупно                        | Денис Готфрид Украјина        | 430 кг                        | Атина, Грчка                  | 28. новембар 1999             |
| Олимпијски рекорд                  | Трзај                         | Дмитриј Берестов Русија       | 195 кг                        | Атина, Грчка                  | 24. август 2004               |
| Олимпијски рекорд                  | Избачај                       | Олимпијска норма              | 235 кг                        | —                             | 1. јануар 1997                |
| Олимпијски рекорд                  | Укупно                        | Олимпијска норма              | 427,5 кг                      | —                             | 1. јануар 1997                |
| Рекорди ппосле завршетка ЛОИ 2008. |                               |                               |                               |                               |                               |
| Светски рекорд                     | Трзај                         | Андреј Арамнау Белорусија     | 200                           | Пекинг, Кина                  | 18. август 2008               |
| Светски рекорд                     | Укупно                        | Андреј Арамнау Белорусија     | 436                           | Пекинг, Кина                  | 18. август 2008               |
| Олимпијски рекорд                  | Трзај                         | Андреј Арамнау Белорусија     | 200                           | Пекинг, Кина                  | 18. август 2008               |
| Олимпијски рекорд                  | Избачај                       | Андреј Арамнау Белорусија     | 236                           | Пекинг, Кина                  | 18. август 2008               |
| Олимпијски рекорд                  | Укупно                        | Андреј Арамнау Белорусија     | 436                           | Пекинг, Кина                  | 18. август 2008               |

## Сатница
| Датум           | Време | Ниво    |
| --------------- | ----- | ------- |
| 18. август 2008 | 15:30 | Група Б |
| 18. август 2008 | 19:00 | Група А |

## Резултати
| Пласман | Такмичар                        | Група | Тежина | Трзај (кг) | Трзај (кг) | Трзај (кг) | Трзај (кг) | Избачај (кг) | Избачај (кг) | Избачај (кг) | Избачај (кг)    | Укупно          |
| Пласман | Такмичар                        | Група | Тежина | 1          | 2          | 3          | Резултат   | 1            | 2            | 3            | Резултат        | Укупно          |
| ------- | ------------------------------- | ----- | ------ | ---------- | ---------- | ---------- | ---------- | ------------ | ------------ | ------------ | --------------- | --------------- |
|         | Андреј Арамнау · Белорусија     | А     | 104,76 | 193        | 197        | 200        | 200        | 225          | 230          | 236          | 236             | 436             |
|         | Дмитриј Клоков · Русија         | А     | 104,72 | 185        | 190        | 193        | 193        | 222          | 226          | 230          | 230             | 423             |
|         | Дмитриј Лепиков · Русија        | А     | 104,30 | 190        | 195        | 195        | 190        | 222          | 226          | 230          | 230             | 420             |
| 4       | Марћин Доленга · Пољска         | А     | 104,37 | 195        | 200        | 201        | 195        | 225          | 228          | 228          | 225             | 420             |
| 5       | Bakhyt Akhmetov · Казахстан     | А     | 102,13 | 185        | 190        | 195        | 190        | 221          | 225          | 230          | 225             | 415             |
| 6       | Алберт Кузилов · Грузија        | А     | 102,48 | 178        | 182        | 182        | 182        | 220          | 227          | 228          | 227             | 409             |
| 7       | Сергеј Истомин · Казахстан      | А     | 102,03 | 181        | 181        | 187        | 181        | 215          | 220          | 225          | 225             | 406             |
| 8       | Роберт Доленга · Пољска         | А     | 104,27 | 178        | 181        | 184        | 184        | 217          | 221          | 221          | 221             | 405             |
| 9       | Николаос Куртидис · Грчка       | Б     | 103,36 | 171        | 176        | 176        | 176        | 210          | 215          | 221          | 221             | 397             |
| 10      | Mohsen Biranvand · Иран         | Б     | 104,34 | 180        | 180        | 184        | 180        | 210          | 210          | 216          | 210             | 390             |
| 11      | Oleksiy Torokhtiy · Украјина    | Б     | 104,64 | 172        | 177        | 181        | 177        | 213          | 220          | 220          | 213             | 390             |
| 12      | Ahed Joughili · Сирија          | Б     | 104,90 | 170        | 170        | 175        | 170        | 215          | 215          | 216          | 216             | 386             |
| 13      | Abdelrahman El-Sayed · Египат   | Б     | 104,84 | 172        | 175        | 178        | 175        | 210          | 216          | 216          | 210             | 385             |
| 14      | Bünyamin Sudaş · Турска         | Б     | 104,39 | 163        | 166        | 166        | 166        | 202          | 207          | 210          | 207             | 373             |
| 15      | Либор Валцер · Чешка            | Б     | 104,64 | 158        | 163        | 166        | 163        | 187          | 187          | 193          | 187             | 350             |
| 16      | Кристијан Лопез · Гватемала     | Б     | 103,76 | 150        | 155        | 155        | 150        | 180          | 186          | 186          | 186             | 336             |
| 17      | Морено Бојер · Италија          | Б     | 104,45 | 150        | 150        | 150        | 150        | 180          | 185          | 185          | 180             | 330             |
| —       | Ramūnas Vyšniauskas · Литванија | А     | 104,18 | 180        | 180        | 183        | 180        | 220          | —            | —            | —               | —               |
| —       | Мартин Тешович · Словачка       | Б     | 104,47 | —          | —          | —          | —          | —            | —            | —            | —               | —               |
| —       | Игор Разоронов · Украјина       | A     | 104,58 | 185        | 185        | 187        | —          | 223          | 234          | 234          | Дисквалификован | Дисквалификован |

- Игор Разоронов из Украјине завршио је на шестом месту, али је дисквалификован након што је на допинг тексту био позитиван на нандролон.